# Rumex lunaria
La vinagrera o calcosa (Rumex lunaria L. ) es una especie de plantas de la familia de las poligonáceas. 

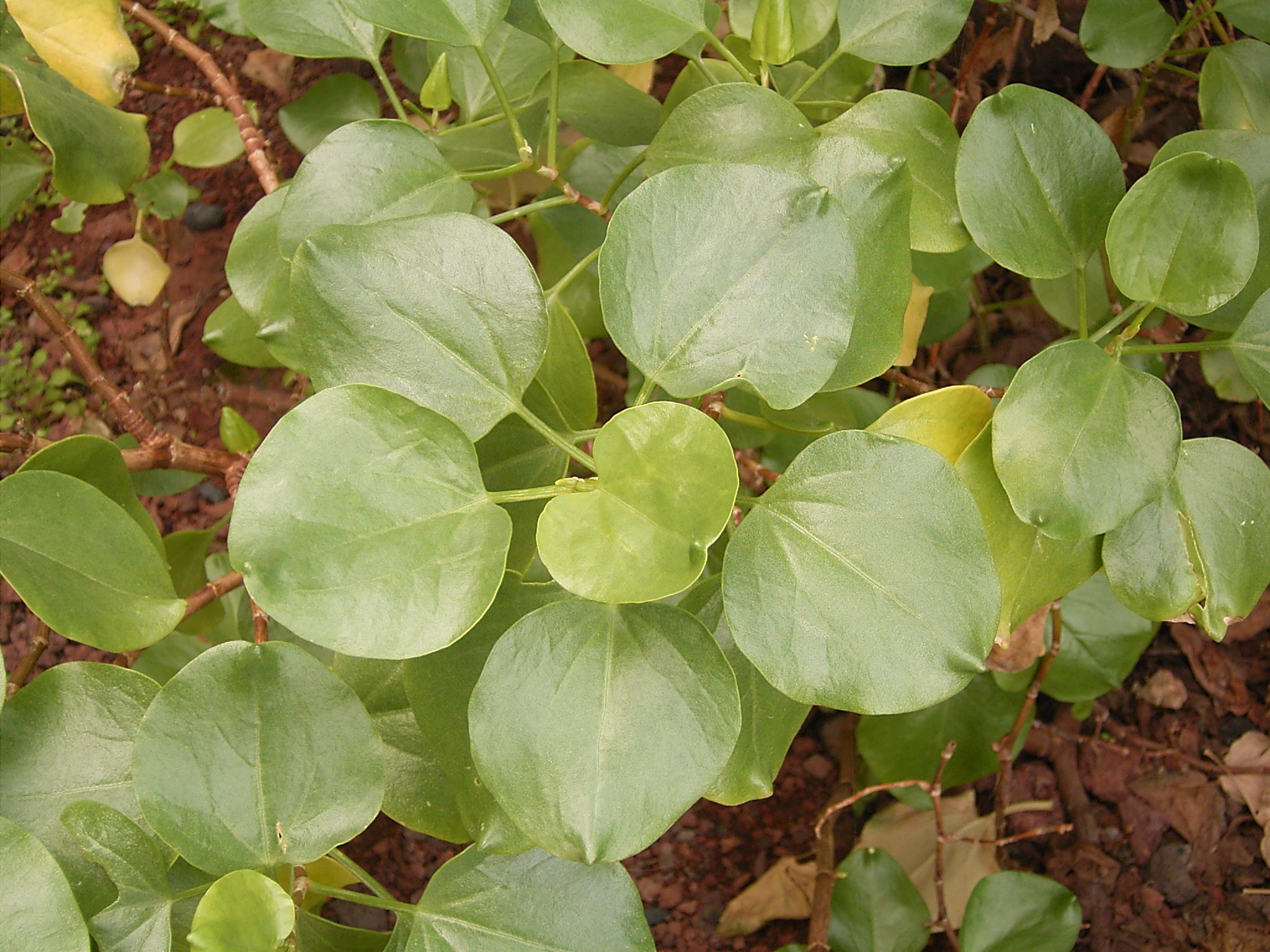
Detalle de las hojas

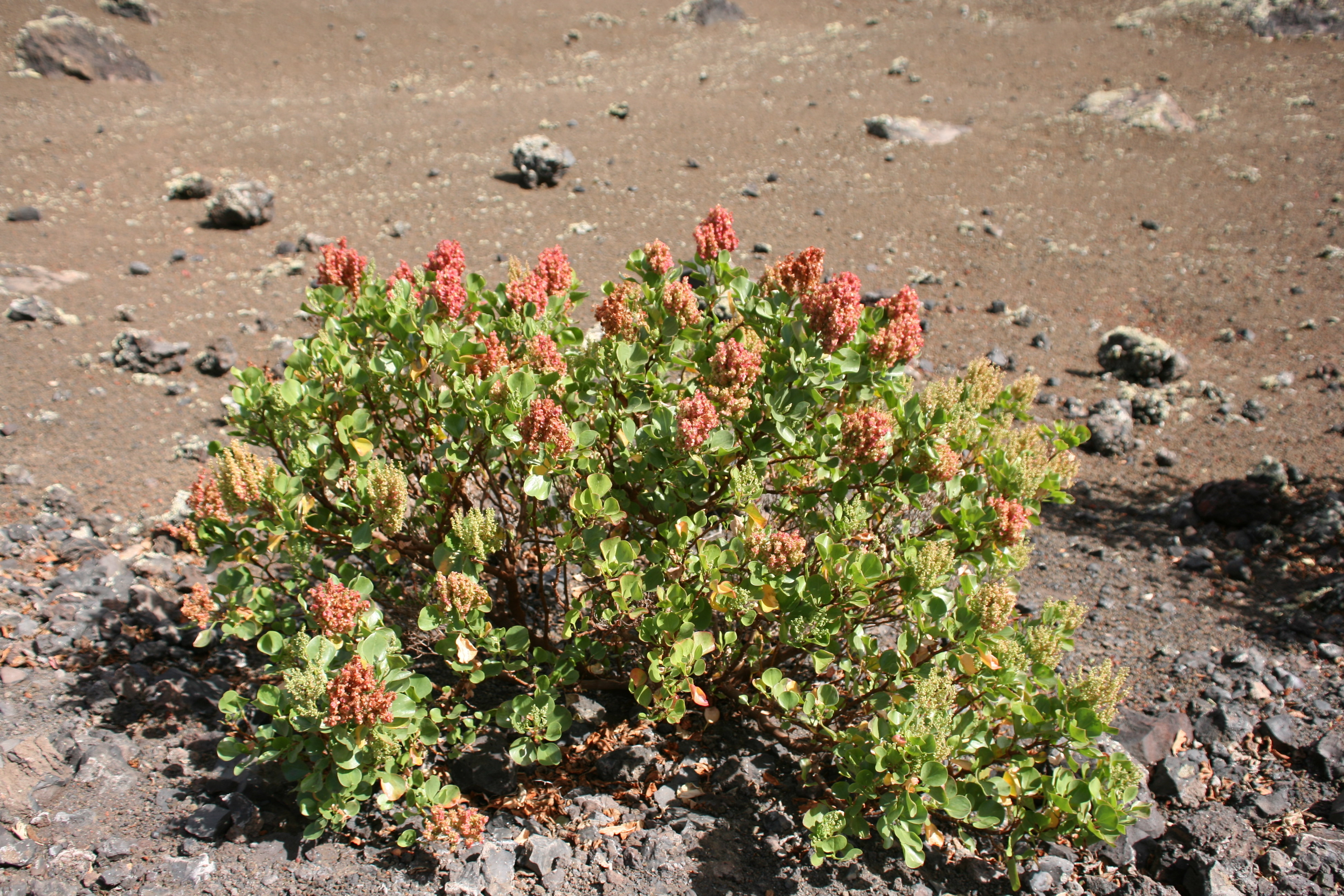
Vista de la planta en su hábitat

## Distribución y hábitat
La Paradella canaria crece de forma endémica en las Islas Canarias, aunque también en Italia, debido a que fue introducida. Donde más bien se adapta esta especie es en los lugares rocosos y con guijarros, además de las zonas ruderales.

## Descripción
Planta perenne de porte arbustivo que puede alcanzar una altura de entre 100 a 300 centímetros. Las hojas son carnosas, de color verde profundo y son renovadas constantemente.  Su forma es amplia, de ovalada a cordiforme, a menudo más anchas que largas.  El margen de la hoja es entero.
El fruto es redondeado con un tamaño de 5 a 9 milímetros de largo y con una coloración marrón rojizo. Son cordiformes en la base. Sólo tiene un pedúnculo.  El periodo de floración es de diciembre a mayo.

## Taxonomía
Rumex lunaria fue descrita por   Carlos Linneo  y publicado en Species Plantarum 1: 336. 1753.
Etimología
Ver: Rumex
lunaria: procede del latín luna, aludiendo a la similitud de las valvas de los frutos, que son más o menos orbiculares,  con la luna llena.
Sinonimia
- Acetosa lunaria (L.) Mill.
- Lapathum arborescens Moench
- Menophyla lunaria Raf.
- Menophyla polygama Raf.[2]

## Nombre común
Se conoce a esta especie como vinagrera o calcosa.